# Guaros de Lara
Guaros de Lara é uma associação esportiva da cidade de Barquisimeto, na Venezuela, que se dedica à prática do basquete.
Disputa seus jogos no Domo Bolivariano, cuja capacidade é para 10.000 espectadores.

## História

### Antecedentes
Em 1982 Flavio Fridegotto decidiu vender a equipe Colosos de Carabobo e se mudar da cidade de Acarigua, passando a chamsr o time de Bravos de Portuguesa. Mais adiante, em 1993 muda-se novamente, agora para Lara para formar a franquia Malteros de Lara, a qual, dois anos depois, passaria a se chamar Bravos de Lara.
O retorno de Carl Herrera, primeiro venezuelano a atuar na NBA, para a franquia, motivou uma nova mudança de equipe, desta vez à cidade de Guanare, motivo pelo qual voltam a se chamar Bravos de Portuguesa.
Em 2003, Carlos García Ibáñez compra a equipe Bravos de Portuguesa e a muda para Barquisimeto, dando-lhe o nome de Guaros de Lara.
Apesar de que tenha iniciado sua trajetória como franquia em 2003, não conseguiu um título na Liga Profissional de Basquete, mas foi vice-campeã nas edições de 2005 (perdeu para Marinos de Anzoátegui) e 2006 (perdeu para Trotamundos de Carabobo).
Em 2012 Jorge Hernández e seu sócio, o ex-jogador de beisebol Luis Sojo, compram a equipe a García para iniciar outra etapa na história do time.
Novamente em 2015 conseguiriam sua terceira final, mas perderiam novamente diante do Marinos de Anzoátegui.

### Campeão daLiga das Américasem 2016
Em 2016, o Guaros de Lara foi o campeão da Liga das Américas, ao vencer a final diante da equipe brasileira do Bauru em Barquisimeto. Pelas mãos de seu treinador, o argentino Néstor García, o time venezuelano coseguiu a grande façanha, contra todas as previsões. Foram peças-chave na conquista os norte-americanos Damien Wilkins e Tyshawn Taylor, dois ex-jogadores da NBA.

## Títulos

### Mundiais
★ Copa Intercontinental: 2016.

### Continentais
★ Liga das Américas: 2 vezes (2016 e 2017).
★ Liga Sul-Americana: 2017.

### Nacionais
★ Liga Profissional Venezuelana: 2 vezes (2017 e 2018).
★ Liga Nacional Venezuelana: 2 vezes (2015 e 2017).